# 앤디 밀로나키스
앤드루 마이클 "앤디" 밀로나키스(영어: Andrew Michael "Andy" Milonakis, 1976년 1월 30일~)은 미국의 배우, 작가, 래퍼, 코미디언이다.